# Lista de pilotos que nunca se classificaram para um GP de Fórmula 1
Esta é uma lista de pilotos de Fórmula 1 que nunca se classificaram para uma corrida da categoria.
O piloto que mais ficou fora de um grid de largada foi o italiano Claudio Langes, que não se qualificou (ou mesmo pré-qualificou) para todos os 14 Grandes Prêmios. Ele competia na equipe EuroBrun em 1990. A escuderia fechou após a 14ª corrida da temporada, disputada na Espanha. Durante a existência do time, a EuroBrun conseguiu se classificar 21 vezes para o grid em 76 tentativas.
Langes é seguido por Pedro Chaves, que não se qualificou para 13 corridas com a Coloni. A equipe, praticamente falida e sem disputar uma corrida desde 1989, não possuía um carro apto para vagas no grid das corridas de 1990 e 1991.
| Piloto                  | Temporadas | Corridas |
| ----------------------- | ---------- | -------- |
| Carlo Mario Abate       | 1962–1963  | 2        |
| Giovanna Amati          | 1992       | 3        |
| Michael Bartels         | 1991       | 4        |
| Enrico Bertaggia        | 1989       | 6        |
| Alex Blignaut           | 1965       | 1        |
| Menato Boffa            | 1961       | 1        |
| Juan Manuel Bordeu      | 1961       | 1        |
| Gary Brabham            | 1990       | 2        |
| Ernesto Brambilla       | 1963, 1969 | 2        |
| Gianfranco Brancatelli  | 1979       | 3        |
| Pedro Chaves            | 1991       | 13       |
| David Clapham           | 1965       | 1        |
| Kevin Cogan             | 1980–1981  | 2        |
| Alberto Colombo         | 1978       | 3        |
| Alberto Crespo          | 1952       | 1        |
| Jorge de Bagration      | 1968, 1974 | 2        |
| Alain de Changy         | 1959       | 1        |
| Bernard de Dryver       | 1977–1978  | 2        |
| Giovanni de Riu         | 1954       | 1        |
| Frank Dochnal           | 1963       | 1        |
| Geoff Duke              | 1961       | 1        |
| Piero Dusio             | 1952       | 1        |
| Bernie Ecclestone       | 1958       | 2        |
| Carlo Facetti           | 1974       | 1        |
| William Ferguson        | 1972       | 1        |
| Asdrúbal Fontes Bayardo | 1959       | 1        |
| Giorgio Francia         | 1977, 1981 | 2        |
| Hiroshi Fushida         | 1975       | 2        |
| Divina Galica           | 1976, 1978 | 3        |
| Gimax                   | 1978       | 1        |
| Helm Glöckler           | 1953       | 1        |
| Brian Gubby             | 1965       | 1        |
| Brian Hart              | 1967       | 1        |
| Naoki Hattori           | 1991       | 2        |
| Hans Heyer              | 1977       | 1        |
| Gary Hocking            | 1962       | 1        |
| Tom Jones               | 1967       | 1        |
| Dave Kennedy            | 1980       | 7        |
| Bruce Kessler           | 1958       | 1        |
| Mikko Kozarowitzky      | 1977       | 2        |
| Kurt Kuhnke             | 1963       | 1        |
| Masami Kuwashima        | 1976       | 1        |
| Claudio Langes          | 1990       | 14       |
| Ricardo Londoño         | 1981       | 1        |
| Jean Lucienbonnet       | 1959       | 1        |
| Perry McCarthy          | 1992       | 7        |
| Brian McGuire           | 1977       | 1        |
| Harry Merkel            | 1952       | 1        |
| Ken Miles               | 1961       | 1        |
| Thomas Monarch          | 1963       | 1        |
| Peter Monteverdi        | 1961       | 1        |
| Bill Moss               | 1959       | 1        |
| Alfredo Piàn            | 1950       | 1        |
| Ernesto Prinoth         | 1962       | 1        |
| Clive Puzey             | 1965       | 1        |
| Ray Reed                | 1965       | 1        |
| Alan Rollinson          | 1965       | 1        |
| Jean-Claude Rudaz       | 1964       | 1        |
| Günther Seiffert        | 1962       | 1        |
| Rob Slotemaker          | 1962       | 1        |
| Vincenzo Sospiri        | 1997       | 1        |
| Stephen South           | 1980       | 1        |
| Otto Stuppacher         | 1976       | 3        |
| Andy Sutcliffe          | 1977       | 1        |
| Luigi Taramazzo         | 1958       | 1        |
| Dennis Taylor           | 1959       | 1        |
| André Testut            | 1958–1959  | 2        |
| Tony Trimmer            | 1975–1978  | 6        |
| Jacques Villeneuve Sr.  | 1981, 1983 | 3        |
| Ernie de Vos            | 1963       | 1        |
| Syd van der Vyver       | 1962       | 1        |
| Volker Weidler          | 1989       | 10       |
| Ted Whiteaway           | 1955       | 1        |
| Desiré Wilson           | 1980       | 1        |
| Joachim Winkelhock      | 1989       | 7        |
| Emilio Zapico           | 1976       | 1        |
| Fonte:                  |            |          |